# إد دورهام
إد دورهام (بالإنجليزية: Ed Durham) هو لاعب كرة قاعدة أمريكي، ولد في 17 أغسطس 1907 في تشيستر في الولايات المتحدة، وتوفي بنفس المكان في 27 أبريل 1976.